# Nuevo Símbolo Universitario
Nuevo Símbolo Universitario, conocido también como Nuevo Emblema Universitario, es un mural realizado por el artista mexicano David Alfaro Siqueiros entre 1952 y 1956. Forma parte del conjunto de tres murales ubicados en la Torre de Rectoría de la Universidad Nacional Autónoma de México (UNAM).

## Descripción de la obra
Ubicado en el muro poniente de Rectoría y con vista al campus central. Se plasmó sobre una caja llamada "vierendel", un espacio donde no hay muro, si no ventanas.
Al centro del mural se puede apreciar una composición lineal donde se enlazan las figuras de un águila y un cóndor, los cuales son símbolos que remiten al escudo de la universidad, el águila mexicana y el cóndor andino representan la unidad latinoamericana.